# Nachal Bar'am
Nachal Bar'am (hebrejsky: נחל ברעם) je krátké vádí v Horní Galileji, v severním Izraeli.
Začíná poblíž izraelsko-libanonské hranice na severním okraji vesnice Bar'am. Směřuje pak k východu, přičemž se prudce zařezává do okolního terénu. Nakonec zleva ústí do kaňonu vádí Nachal Dišon, které je tu sevřeno z jihu masivem Ramat Bar'am, z jihu horou Har Pu'a.